# Skylab IX
Skylab IX é um álbum ao vivo do cantor brasileiro Rogério Skylab, o nono de sua série de dez álbuns epônimos e numerados e também seu segundo lançamento ao vivo como um todo após Skylab II, de 2000. Saiu de forma independente em 2 de setembro de 2009, tendo sido gravado em setembro do ano anterior durante uma apresentação no Centro Cultural São Paulo. O álbum conta com participações de Löis Lancaster do Zumbi do Mato (que já havia colaborado com Skylab em Skylab II), Maurício Pereira d'Os Mulheres Negras (com quem Skylab escreveu "O Mundo Tá Sempre Girando", de seu lançamento de 2007 Skylab VII) e Marcelo Birck do Graforréia Xilarmônica (coautor da faixa inédita "Samba de uma Nota Só ao Contrário", cujo título parodia o sucesso de 1963 de Tom Jobim "Samba de uma Nota Só"). Um DVD da apresentação, o primeiro da carreira de Skylab, foi lançado simultaneamente; o DVD contém mais faixas do que a versão em CD.

## Recepção
Marcelo Costa do Scream & Yell deu ao álbum uma nota positiva de 8 de 10, afirmando que "compila em 30 músicas o suprassumo da carreira deste poeta marginal amado pela plateia do Jô Soares" e dizendo que, "se o politicamente incorreto tivesse um nome, ele iria se chamar Rogério Skylab". A webzine Puro Pop também falou do disco favoravelmente – chamando-o de uma "produção competente" –, elogiando o desempenho de Skylab no palco. Rodrigo Manhães do blog Fanatismo Indeciso chamou-o de "uma celebração ao lado doentio da mente humana", elogiando seu repertório e as participações de Maurício Pereira, Marcelo Birck e Löis Lancaster. Ele dirigiu pequenas críticas ao fato de Skylab "parecer estar com pressa de terminar certas canções", mas, "no fim, [Skylab IX] é uma grande introdução ao trabalho [de Rogério Skylab] e um convite para conhecer seus lançamentos anteriores".

## Faixas

### CD
Todas as faixas escritas e compostas por Rogério Skylab, com exceção de "O Mundo Tá Sempre Girando", por Skylab e Maurício Pereira, e "Samba de uma Nota Só ao Contrário", por Skylab e Marcelo Birck. 
| N.º | Título                                                    | Duração |  |
| 1.  | "Sem Anestesia"                                           | 5:28    |  |
| 2.  | "Vácuo"                                                   | 8:50    |  |
| 3.  | "O Mundo Tá Sempre Girando" (part. Maurício Pereira)      | 4:27    |  |
| 4.  | "Matadouro de Almas"                                      | 3:56    |  |
| 5.  | "Funérea"                                                 | 2:49    |  |
| 6.  | "Carrocinha de Cachorro-Quente"                           | 3:18    |  |
| 7.  | "Porrada na Cabeça"                                       | 1:37    |  |
| 8.  | "Você Vai Continuar Fazendo Música?"                      | 4:04    |  |
| 9.  | "Naquela Noite"                                           | 4:27    |  |
| 10. | "Samba de uma Nota Só ao Contrário" (part. Marcelo Birck) | 5:08    |  |
| 11. | "Oficial de Justiça"                                      | 3:44    |  |
| 12. | "Samba" (part. Löis Lancaster)                            | 6:27    |  |
| 13. | "Eu Tô Sempre Dopado"                                     | 2:41    |  |
| 14. | "Show d'O Rappa"                                          | 5:26    |  |
| 15. | "Você É Feia"                                             | 4:55    |  |
| 16. | "Matador de Passarinho"                                   | 5:04    |  |

### DVD
Todas as faixas escritas e compostas por Rogério Skylab, com exceção de "O Mundo Tá Sempre Girando", por Skylab e Maurício Pereira; "Samba de uma Nota Só ao Contrário", por Skylab e Marcelo Birck; e "Dá um Beijo na Boca Dele", por Skylab e Zé Felipe.
1. "Sem Anestesia"
2. "A Dança do Corpo e dos Membros"
3. "Vácuo"
4. "Jesus!"
5. "Eu Chupo o Meu Pau"
6. "Derrame"
7. "Dedo, Língua, Cu e Boceta"
8. "O Mundo Tá Sempre Girando" (part. Maurício Pereira)
9. "Motosserra"
10. "Convento das Carmelitas"
11. "Parafuso na Cabeça"
12. "Lava as Mãos"
13. "Matadouro de Almas"
14. "Funérea"
15. "Carrocinha de Cachorro-Quente"
16. "Porrada na Cabeça"
17. "Você Vai Continuar Fazendo Música?"
18. "Samba de uma Nota Só ao Contrário" (part. Marcelo Birck)
19. "Lágrimas de Sangue"
20. "Naquela Noite"
21. "Dá um Beijo na Boca Dele"
22. "Oficial de Justiça"
23. "Eu Fico Nervoso"
24. "Metrô"
25. "Samba" (part. Löis Lancaster)
26. "Eu Tô Sempre Dopado"
27. "Show d'O Rappa"
28. "Você É Feia"
29. "Desperdício de Tudo"
30. "Matador de Passarinho"

## Créditos
- Rogério Skylab – vocais, produção
- Marcelo Birck – guitarra em "Samba de uma Nota Só ao Contrário"
- Maurício Pereira – voz adicional e saxofone em "O Mundo Tá Sempre Girando"
- Thiago Martins – guitarra
- Pedro Dantas – baixo
- Alexandre Guichard – violão
- Bruno Coelho – bateria
- Löis Lancaster – voz adicional e trombone em "Samba"
- Carlos Mancuso – fotografia, arte de capa
- Vânius Marques – mixagem, masterização, edição de áudio